# Lucas di Grassi
Lucas Tucci di Grassi (São Paulo, 1984. augusztus 11. –) brazil autóversenyző. Sikeres gokartos korszakát követően második helyen végzett előbb hazája Formula-Renault sorozatában, majd a dél-amerikai Formula–3-as szériában. Európában előbb a Formula–3 Euroseriesben szerzett összetett 3. helyezést, majd 4 éven át a GP2-ben szerepelt, ez alatt három alkalommal is a legjobb 3 közt végzett a végelszámolásnál. 2008-tól két évig a Renault tesztpilótája. 2010-ben az újonc Virgin Racing istálló színeiben mutatkozott be a királykategóriában. 2011-re nem hosszabbítottak vele szerződést és a Pirelli gumigyár hivatalos tesztpilótája lett. A Formula–E sorozat 2016–2017-es szezonjának bajnoka.

## Pályafutása

### Gokart
Lucas di Grassi versenyzői karrierje is gokartban kezdődött, 13 éves korában indult először versenyeken, mégpedig a szülővárosától nem messze fekvő Itu menti farmjukon felállított pályán. 1997-ben megnyerte a Bandeirante Bajnokságot és a Săo Paulo Countryside Bajnokságot, utóbbit úgy, hogy valamennyi futamon ő diadalmaskodott. Következő évben első helyről indult a brazil nemzeti bajnokságon, emellett megnyerte a Dél-Amerika bajnoknak mondhatta magát. 1999-ben dobogóra állhatott a Săo Paulo Kupán. 2000-ben az 5. helyen végzett a világbajnokság Formula A géposztályában. Utolsó gokartban töltött évében két-két 2. (brazil bajnokság és Săo Paulo Kupa) és 3. helyezést (Páneurópai Bajnokság és Dél-Amerikai Kupa) tudott felmutatni.
A gokarttól formulaautós időszakában sem szakadt el teljesen, háromszor is rajthoz állt a Desafio das Estrelas (Sztárok Kihívása) elnevezésű jótékonysági rendezvényen. 2006-ban mindkét futamban, így összetettben is a 3. helyen végzett, 2007-ben az 5. hellyel zárult első futamot követően a másodikon nyerni tudott, így Michael Schumacher mögött kiérdemelte az ezüstérmes pozíciót, amit a következő évben megismételt (pole, 2. és 3. helyezés). 2009-ben di Grassi látta vendégül a résztvevőket Florianópolisban, a pályát maga állította össze. A verseny pikantériáját az adta, hogy a Hungaroringen súlyos balesetet szenvedő Felipe Massa itt ült először versenygépbe. (Di Grassi 4. helyezése, majd kiesése együtt a 7. helyre volt elegendő.)

### Formula Renault
2002-ben hazája 2 literes Formula Renault bajnokságában debütált formulaautóban. Nem vallott szégyent, hiszen a bajnok Sérgio Jimeneztől 7 ponttal elmaradva a bajnokság 2. helyén végzett. 2 futamot nyert, összesen 6 alkalommal állhatott fel a dobogóra, s egyszer indult az első rajtkockából a G Force Motorsport pilótája.

### Formula–3
A következő idényben feljebblépett a Formula–3-ba, az Avallone Motorsport színeiben egy Mugen-Honda hajtotta Dallara F301-essel indult az F3 dél-amerikai szériájában. Egy győzelemmel és 11 dobogós helyezésével úgy végzett a tabella 2. helyén (164 pont, 3 pole) Danilo Dirani mögött, hogy a curitibai versenypályán súlyos balesetet szenvedett, ami miatt ki kényszerült hagyni az utolsó hat futamot.
Európában is bemutatkozott, a Formula–3 Euroseries négy versenyen állt rajthoz a Prema Powerteam csapatában, a legjobb eredménye egy 4. hely volt, az így szerzett 5 ponttal végzett a tabella 21. helyén.
2004-ben leigazolta HiTech Racing, a nemzeti F3-as bajnokságok legpatinásabbikában, a Brit Formula–3-as bajnokságban folytatta pályafutását. A Thruxton Circuiten kétszer is nyerni tudott, emellett dobogón ünnepelt a Croft Circuiten, Snettertonban, az Oulton Parkban valamint Brands Hatchen. Továbbá 3 első rajtkocka színesíti még statisztikáját. 130 pontjával a lista 8. helyét foglalta el, csapattársait mind megelőzte. Ugyanebben az évben újoncként Alexandre Prémat és Robert Kubica mögött a dobogós helyen ért célba a nevezetes Macau Grand Prix-n. A Masters of Formula–3-on az 5., az F1 Európa Kupán a 6., a Bahrein F3 Superprix-n pedig a 19. helyen intették le.
2005-ben karrierje újabb lépcsőfokához érkezett, amikor a Manor Grand Prix-hez szerződött, ez a szezon minden bizonnyal jelentőséggel bírt későbbi F1-es szerződtetésében. A Formula–3 Euroseries-ben 68 pontjával Lewis Hamilton és Adrian Sutil mögött az összetett 3. helyén végzett. Oscherlebenben első helyen intették le, majd az ugyanott rendezett sprintfutamon a 2. helyen ért célba. Ezen kívül Spaban, a Nürburgringen, a Lausitzringen és Hockenheimben is dobogóra állt. Két pole–pozíció és egy leggyorsabb kör szerepelt még adatlapján.
Pályafutása eddigi legnagyobb sikere is 2005-höz köthető. A Dallara 305-ös volánja mögött - a 3. rajtkockából indulva - győzött az 53. alkalommal megrendezett makaói versenyen, megelőzve többek közt az F1-es futamgyőztes Kubicát és Sebastian Vettelt. Makaón azonban két legnagyobb riválisa nem indult, nem úgy Zandvoortban, ahol újfent Hamilton és Sutil mögött ért a célba.
Sikereivel felkeltette a Renault F1-es csapatának érdeklődését, s csatlakozott az istálló utánpótlásprogramjához.

### GP2

#### 2006-os szezon
2006-ban karrierjének újabb állomásához érkezett di Grassi, amikor a Formula–1 előszobájaként számon tartott GP2-be szerződött. A Team Durango csapatban a spanyol Sergio Hernández oldalán vágott neki debütáló szezonjának. Pontot szerzett Magny-Cours-ban mindkét futamon, valamint az isztambuli főversenyen. A tabella 17. helyén zárt, 8 pontja mellé begyűjtött egy leggyorsabb kört is. Egyetlen egységgel szerénykedő csapattársán mindenesetre felülkerekedett.

#### 2007-es szezon
A szakemberek elégedettek voltak az ifjú brazil bemutatkozásával, a következő esztendőben az előző két szezon bajnokcsapatához, a Nico Rosberget és Lewis Hamiltont is sikerre vezető ART Grand Prix-hez igazolt. A nevesebb istálló és a szerzett rutin meg is látszott eredményein: összesen hétszer állhatott fel a dobogóra, az isztambuli főversenyen pedig megszerezte pályafutása első GP2-es futamgyőzelmét. Egészen a véghajráig vezette a tabellát, akkor azonban több hibát is vétett, a balesetek miatt vesztett pontok hiányozták a végelszámolásnál, 77 ponttal Timo Glock mögött a második pozíció jutott neki. Gyakran változó csapattársait biztos fölénnyel verte, köztük volt a két év múlva az F–1-ben is bemutatkozó Sébastien Buemi is.

#### 2008-as szezon
A Renault tesztpilótájaként elfoglaltságai miatt kihagyta a 2008-as bajnokság első három fordulóját, Magny-Cours-tól viszont egészen a szezon végéig versenyzett a Campos Grand Prix csapatánál, a brit Ben Hanley-t váltotta. Három kivételével valamennyi futamon a pontszerzők közt végzett, hatszor állhatott fel a dobogó valamelyik fokára, a hungaroringi és a monzai főversenyeken, valamint a valenciai sprintfutamon nem talált legyőzőre. Erős hajrával felkapaszkodott az összetett dobogójára, 63 pontjával 3. helyen végzett Giorgio Pantano és Bruno Senna mögött. Bajnoki címről szőtt álmait spai balesete foszlatta szét, amiért Pantanót diszkvalifikálták. Három leggyorsabb kör szerepelt még neve mellett. Az egész szezont végigversenyző Vitalij Petrov csupán a 7. helyen zárt.

#### 2009-es szezon
Negyedik GP2-es idényében a negyedik különböző csapatban kellett bizonyítania, a Racing Engineering a spanyol Dani Clos oldalán ezúttal sem vallott szégyent. Újra elsősorban a szezon végére lendült bele, rendszeres vendége volt a leintést követő pezsgőzéseknek, összesen nyolcszor volt ebben része, az isztambuli sprintfutamon a legfelső fokán ünnepelt. Ismét a tabella 3. helyét foglalta el a szezon végén, 63 pontjával Nico Hülkenberg és Vitalij Petrov mellett kiemelkedett a mezőnyből. A magyar nagydíjon az első rajtkockából rajtolhatott, emellett kétszer megfutotta a verseny leggyorsabb körét. Csapattársa az utolsó versenyen gyűjtött 4 pontján túl nem tudott többet hozzátenni csapata sikeréhez.

### Formula–1

#### Renault F1 (2005–2009)
2005-től a Renault alkalmazásában állt, mint tesztpilóta. 2008-ban ő volt az istálló harmadik számú pilótája. Év végén a Hondánál is tesztelt, a Circuit de Barcelona-Catalunya aszfaltcsíkon mindössze 5 tizeddel maradt el a csapat versenypilótájától, Jenson Buttontól. Riválisa, Bruno Senna ugyanakkor előtte végzett, így a következő évben még a Renault kötelékében maradt. Az európai nagydíjat követően újra tartalékversenyzővé lépett elő, az F1-ben debütáló Romain Grosjean helyét foglalta el, de lehetőséget nem kapott.

#### Virgin (2010)
A korábbi kölcsönösen gyümölcsöző kapcsolat a Manor Grand Prix F1-es szerepvállalásával a hőn áhított versenypilótai szerződésben kamatozódott. Egy évre írt alá a Virgin Racing néven induló újonc alakulatnál, Timo Glock oldalán vág neki a 2010-es szezonnak.
Élete első versenyét megelőzően egész hétvégén technikai hibák sújtották, a szabadedzések során összesen 25 kört tudott csak teljesíteni. Az időmérőn - csapattársától 8 tizeddel elmaradva - csak a 22. helyet szerezte meg. A bahreini nagydíj csupán 2 körig tartott számára, a tesztek során végig problémát okozó hidraulika mondta fel a szolgálatot.
Az ausztrál versenynek a boxból vágott neki, mivel a rajt előtt kicserélték autójának üzemanyagrendszerét. Versenygépe ezúttal féltávig bírta a terhelést, a 26. körben ismét a hidraulika okozta vesztét.
Amilyen szerencsétlenül kezdődött, annyira örömtelien végződött a szepangi hétvége di Grassi számára. Pénteken és szombaton is technikai nehézségek sújtották, az időmérőn csupán néhány kört tudott megtenni, mivelő előzőleg hosszasan át kellett építeni autóját. Az utolsó, 24. rajtkockából indulva azonban következetes tempót diktált, s végre a célba ért, megelőzve mind a HRT, mind a Lotus versenygépeit.

### Formula–E
2011–12-től a Formula–E sorozatban vezető-tesztelő.

## Eredményei

### Teljes GP2-es eredménysorozata
(Táblázat értelmezése)

(Félkövér: pole-pozícióból indult; dőlt: leggyorsabb kört futott) 

| Év   | Csapat             | 1          | 2          | 3          | 4          | 5          | 6          | 7          | 8          | 9          | 10         | 11         | 12         | 13         | 14         | 15         | 16         | 17         | 18        | 19        | 20         | 21         | Helyezés | Pont |
| ---- | ------------------ | ---------- | ---------- | ---------- | ---------- | ---------- | ---------- | ---------- | ---------- | ---------- | ---------- | ---------- | ---------- | ---------- | ---------- | ---------- | ---------- | ---------- | --------- | --------- | ---------- | ---------- | -------- | ---- |
| 2006 | Durango            | VAL FEA 17 | VAL SPR 16 | IMO FEA Ki | IMO SPR Ki | GER FEA 18 | GER SPR 13 | ESP FEA 12 | ESP SPR 9  | MON FEA 11 | GBR FEA Ki | GBR SPR EX | FRA FEA 7  | FRA SPR 6  | GER FEA Ki | GER SPR Ki | HUN FEA 13 | HUN SPR Ki | TUR FEA 5 | TUR SPR 9 | ITA FEA 10 | ITA SPR 14 | 17.      | 8    |
| 2007 | ART Grand Prix     | BHR FEA 5  | BHR SPR Ki | ESP FEA 3  | ESP SPR 3  | MON FEA 5  | FRA FEA 2  | FRA SPR 4  | GBR FEA 4  | GBR SPR 4  | EUR FEA 2  | EUR SPR 6  | HUN FEA 4  | HUN SPR 4  | TUR FEA 1  | TUR SPR 11 | ITA FEA 13 | ITA SPR 4  | BEL FEA 3 | BEL SPR 3 | VAL FEA Ki | VAL SPR 13 | 2.       | 77   |
| 2008 | Campos Grand Prix  | ESP FEA    | ESP SPR    | TUR FEA    | TUR SPR    | MON FEA    | MON SPR    | FRA FEA 2  | FRA SPR 4  | GBR FEA 2  | GBR SPR 2  | GER FEA 5  | GER SPR Ki | HUN FEA 1  | HUN SPR 10 | VAL FEA 4  | VAL SPR 1  | BEL FEA 20 | BEL SPR 5 | ITA FEA 1 | ITA SPR 11 |            | 3.       | 63   |
| 2009 | Racing Engineering | ESP FEA Ki | ESP SPR 10 | MON FEA 4  | MON SPR 4  | TUR FEA 8  | TUR SPR 1  | GBR FEA 2  | GBR SPR 19 | GER FEA 7  | GER SPR Ki | HUN FEA 2  | HUN SPR 3  | VAL FEA 19 | VAL SPR Ki | BEL FEA 3  | BEL SPR Ki | ITA FEA 3  | ITA SPR 2 | POR FEA 3 | POR SPR 15 |            | 3.       | 63   |

### Teljes Formula–1-es eredménysorozata
(Táblázat értelmezése)

(Félkövér: pole-pozícióból indult; dőlt: leggyorsabb kört futott) 

| Év   | Csapat        | 1      | 2      | 3      | 4      | 5      | 6      | 7      | 8      | 9      | 10     | 11     | 12     | 13     | 14     | 15     | 16     | 17     | 18     | 19     | Helyezés | Pont |
| ---- | ------------- | ------ | ------ | ------ | ------ | ------ | ------ | ------ | ------ | ------ | ------ | ------ | ------ | ------ | ------ | ------ | ------ | ------ | ------ | ------ | -------- | ---- |
| 2010 | Virgin Racing | BHR Ki | AUS Ki | MAL 14 | CHN Ki | ESP 19 | MON Ki | TUR 19 | CAN 19 | EUR 17 | GBR Ki | GER Ki | HUN 18 | BEL 17 | ITA 20 | SIN 15 | JPN Ni | KOR Ki | BRA Hn | UAE 18 | 24.      | 0    |

### Teljes FIA World Endurance Championship eredménysorozata
(Táblázat értelmezése)

(Félkövér: pole-pozícióból indult; dőlt: leggyorsabb kört futott) 

| Év   | Csapat                | Osztály | Kasztni                 | Motor                                   | 1      | 2     | 3     | 4     | 5      | 6     | 7     | 8     | 9     | Helyezés | Pont  |
| ---- | --------------------- | ------- | ----------------------- | --------------------------------------- | ------ | ----- | ----- | ----- | ------ | ----- | ----- | ----- | ----- | -------- | ----- |
| 2012 | Audi Sport Team Joest | LMP1    | Audi R18 e-tron quattro | Audi TDI 3.7L Turbo V6 (Hybrid Diesel)  | SEB    | SPA   | LMS   | SIL   | SÃO 3  | BHR   | FUJ   | SHA   |       | 22.      | 15    |
| 2013 | Audi Sport Team Joest | LMP1    | Audi R18 e-tron quattro | Audi TDI 3.7L Turbo V6 (Hybrid Diesel)  | SIL    | SPA 3 | LMS 3 | SÃO   | COA    | FUJ   | SHA   | BHR   |       | 9.       | 45    |
| 2014 | Audi Sport Team Joest | LMP1    | Audi R18 e-tron quattro | Audi TDI 4.0 L Turbo V6 (Diesel)        | SIL Ki | SPA 2 | LMS 2 | COA 2 | FUJ 5  | SHA 5 | BHR 5 | SÃO 3 |       | 4.       | 117   |
| 2015 | Audi Sport Team Joest | LMP1    | Audi R18 e-tron quattro | Audi TDI 4.0 L Turbo V6 (Hybrid Diesel) | SIL 5  | SPA 7 | LMS 4 | NÜR 4 | COA 3  | FUJ 4 | SHA 4 | BHR 6 |       | 4.       | 99    |
| 2016 | Audi Sport Team Joest | LMP1    | Audi R18                | Audi TDI 4.0 L Turbo Diesel V6 (Hybrid) | SIL Ki | SPA 1 | LMS 3 | NÜR 2 | MEX 15 | COA 2 | FUJ 2 | SHA 5 | BHR 1 | 2.       | 147.5 |

### Le Mans-i 24 órás autóverseny
| Év   | Csapat                | Autó                    | Csapattárs | Csapattárs     | Helyezés |
| ---- | --------------------- | ----------------------- | ---------- | -------------- | -------- |
| 2013 | Audi Sport Team Joest | Audi R18 e-tron quattro | Marc Gené  | Oliver Jarvis  | 3.       |
| 2014 | Audi Sport Team Joest | Audi R18 e-tron quattro | Marc Gené  | Tom Kristensen | 2.       |
| 2015 | Audi Sport Team Joest | Audi R18 e-tron quattro | Loïc Duval | Oliver Jarvis  | 4.       |
| 2016 | Audi Sport Team Joest | Audi R18                | Loïc Duval | Oliver Jarvis  | 3.       |

### Teljes Formula–E eredménylistája
(Táblázat értelmezése)

(Félkövér: pole-pozícióból indult; dőlt: leggyorsabb kört futott) 

| Év      | Csapat                    | 1      | 2      | 3      | 4      | 5       | 6       | 7       | 8       | 9      | 10     | 11     | 12     | 13      | 14     | 15     | 16     | Helyezés | Pont |
| ------- | ------------------------- | ------ | ------ | ------ | ------ | ------- | ------- | ------- | ------- | ------ | ------ | ------ | ------ | ------- | ------ | ------ | ------ | -------- | ---- |
| 2014–15 | Audi Sport ABT            | BEI 1  | PUT 2  | PDE 3  | BUE Ki | MIA 9   | LBH 3   | MON 2   | BER Kiz | MOS 2  | LON 4  | LON 6  |        |         |        |        |        | 3.       | 133  |
| 2015–16 | ABT Schaeffler Audi Sport | BEI 2  | PUT 1  | PDE 2  | BUE 3  | MEX Kiz | LBH 1   | PAR 1   | BER 3   | LON 4  | LON Ki |        |        |         |        |        |        | 2.       | 153  |
| 2016–17 | ABT Schaeffler Audi Sport | HKG 2  | MAR 5  | BUE 3  | MEX 1  | MON 2   | PAR Ki  | BER 2   | BER 3   | NYC 4  | NYC 5  | MNT 1  | MNT 7  |         |        |        |        | 1.       | 181  |
| 2017–18 | Audi Sport ABT Schaeffler | HKG 17 | HKG 14 | MAR Ki | SAN Ki | MEX 9   | PDE 2   | ROM 2   | PAR 2   | BER 2  | ZUR 1  | NYC 1  | NYC 2  |         |        |        |        | 2.       | 144  |
| 2018–19 | Audi Sport ABT Schaeffler | ADR 9  | MAR 7  | SAN 12 | MEX 1  | HKG 2   | SNY 15† | ROM 7   | PAR 4   | MON Ki | BER 1  | BRN 9  | NYC 5  | NYC 18† |        |        |        | 3.       | 108  |
| 2019–20 | Audi Sport ABT Schaeffler | ADR 13 | ADR 2  | SAN 7  | MEX 6  | MAR 7   | BER 8   | BER 3   | BER 8   | BER 6  | BER 21 | BER 6  |        |         |        |        |        | 6.       | 77   |
| 2020–21 | Audi Sport ABT Schaeffler | DIR 9  | DIR 8  | ROM Ki | ROM Ki | VAL 7   | VAL 10  | MON 10  | PUE 1   | PUE 18 | NYC 3  | NYC 14 | LON 6  | LON Kiz | BER 1  | BER 20 |        | 7.       | 87   |
| 2021–22 | ROKiT Venturi Racing      | DIR 5  | DIR 3  | MEX 12 | ROM 11 | ROM 8   | MON 6   | BER 21† | BER 4   | JAK 7  | MAR 5  | NYC 2  | NYC Ki | LON 9   | LON 1  | SEO 3  | SEO 11 | 5.       | 126  |
| 2022–23 | Mahindra Racing           | MEX 3  | DRH 13 | DRH 15 | HAI 14 | FOK Vi  | SAP 13  | BER 11  | BER 12  | MCO 13 | JAK 14 | JAK 14 | POR 7  | ROM Ki  | ROM Ki | LON 6  | LON 14 | 15.      | 32   |
| 2023–24 | ABT CUPRA Formula E Team  | MEX Ki | DIR 19 | DIR 17 | SAP 13 | TOK Ki  | MIS 10  | MIS 11  | MON 11  | BER Ki | BER 11 | SHA 10 | SHA 19 | POR     | POR    | LON    | LON    | 24.*     | 2*   |

* A szezon jelenleg is zajlik.
† A versenyt nem  fejezte be, de helyezését értékelték, mivel teljesítette a versenytáv több, mint 90%-át.

### Teljes DTM eredménylistája
(Táblázat értelmezése)

(Félkövér: pole-pozícióból indult; dőlt: leggyorsabb kört futott) 

| Év   | Csapat              | 1     | 2     | 3     | 4     | 5     | 6     | 7     | 8     | 9     | 10    | 11    | 12    | 13       | 14       | 15       | 16       | Helyezés | Pont |
| ---- | ------------------- | ----- | ----- | ----- | ----- | ----- | ----- | ----- | ----- | ----- | ----- | ----- | ----- | -------- | -------- | -------- | -------- | -------- | ---- |
| 2021 | Team Abt Sportsline | MNZ 1 | MNZ 2 | LAU 1 | LAU 2 | ZOL 1 | ZOL 2 | NÜR 1 | NÜR 2 | RBR 1 | RBR 2 | ASS 1 | ASS 2 | HOC 1 15 | HOC 2 Ki | NOR 1 15 | NOR 2 12 | HN‡      | 0‡   |

‡ Mivel di Grassi vendégpilóta volt, ezért nem részesült bajnoki pontokban.